# Simone Avondetto
Simone Avondetto, né le 15 avril 2000 à Moncalieri, est un coureur cycliste italien, spécialiste du VTT cross-country. Il est notamment champion d'Europe de cross-country en 2024.

## Biographie
Chez les juniors (17/18 ans), Simone Avondetto remporte les championnats d'Italie de cross-country en 2018 et termine deuxième du championnat d'Europe. À la fin de l'année, il est membre de l'équipe italienne aux Jeux olympiques de la jeunesse qui termine sixième en cyclisme. Il pratique également le triathlon d'hiver dans sa jeunesse et remporte plusieurs titres chez les juniors aux championnats du monde de triathlon d'hiver à Asiago et aux championnats d'Europe à Cheile Grădiștei en février 2019. Il se concentre ensuite sur le cyclisme.
Chez les espoirs (moins de 23 ans), il affiche une progression constante de 2019 à 2022. En 2020, il termine quatrième du championnat du monde de cross-country espoirs à 16 secondes du podium. L'année suivante, il monte pour la première fois sur la troisième marche du podium lors de la manche de Coupe du monde à Albstadt puis s'impose aux Gets. À la fin de la saison, il se classe deuxième du classement général. En 2022, lors de sa dernière année chez les espoirs, il réalise le triplé en devenant champion d'Italie, champion d'Europe et champion du monde de cross country espoirs.
Pour ses débuts chez les élites en 2023, il est handicapé par une mononucléose et doit faire une pause de deux mois. En mai 2024, il crée la surprise en devenant champion d'Europe de cross-country à Cheile Grădiștei dans des conditions météorologiques extrêmes, quelques jours après son titre en relais mixte avec l'équipe italienne. Il remporte également son premier titre de champion national chez les élites, sur le cross-country short track.

## Palmarès en VTT

### Championnats du monde
- Lenzerheide 2018
  - 8e du cross-country juniors
- Leogang 2020
  - 4e du cross-country espoirs
- Val di Sole 2021
  - 7e du cross-country espoirs
- Les Gets 2022
  -  Champion du monde du cross-country espoirs
  -  Médaillé d'argent du relais mixte

### Coupe du monde
- Coupe du monde de VTT cross-country espoirs
  - 2021 : 2e du classement général, vainqueur d'une manche
  - 2022 : 4e du classement général

- Coupe du monde de VTT cross-country
  - 2023 : 51e du classement général
  - 2024 : 12e du classement général

- Coupe du monde de VTT cross-country short track
  - 2023 : 42e du classement général
  - 2024 : 27e du classement général

### Championnats d'Europe
- Glasgow 2018
  -  Médaillé d'argent du cross-country juniors
- Brno 2019
  -  Médaillé d'argent du relais mixte
- Novi Sad 2021
  - 9e du cross-country espoirs
- Anadia 2022
  -  Champion d'Europe de cross-country espoirs
  -  Médaillé d'argent du relais mixte
- Cheile Grădiștei 2024
  -  Champion d'Europe de cross-country
  -  Champion d'Europe du relais mixte

### Championnats d'Italie
- 2018
  -  Champion d'Italie de cross-country juniors
- 2022
  -  Champion d'Italie de cross-country espoirs
- 2024
  -  Champion d'Italie de cross-country short track

## Palmarès en triathlon d'hiver
- 2019
  -  Champion du monde de triathlon d'hiver juniors
  -  Champion du monde de triathlon d'hiver mixte juniors (avec Giorgia Rigoni)
  -  Champion d'Europe de triathlon d'hiver juniors